# Coandă-hatás

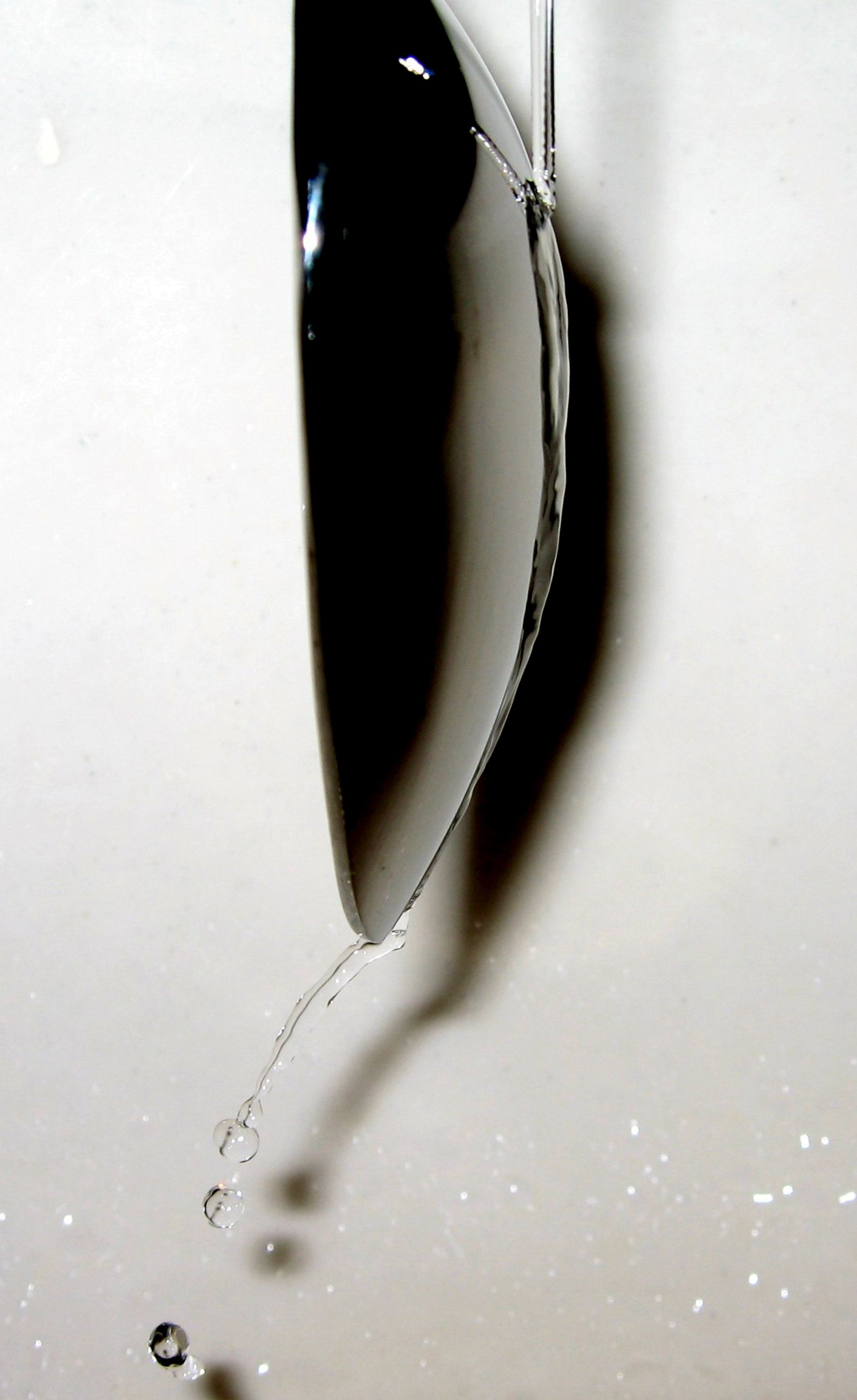
A vízsugár követi a kanál felületét

A Coandă-hatás vagy Coanda-effektus egy áramlástani fizikai jelenség, mely Henri Coandă román aerodinamikai úttörő nevéhez köthető, aki felfedezte azt, hogy a környezetéhez képest nagyobb sebességű folyadék- vagy gázsugár követi a közeli konvex felületet is, szinte hozzátapad a felülethez.

## Alkalmazás

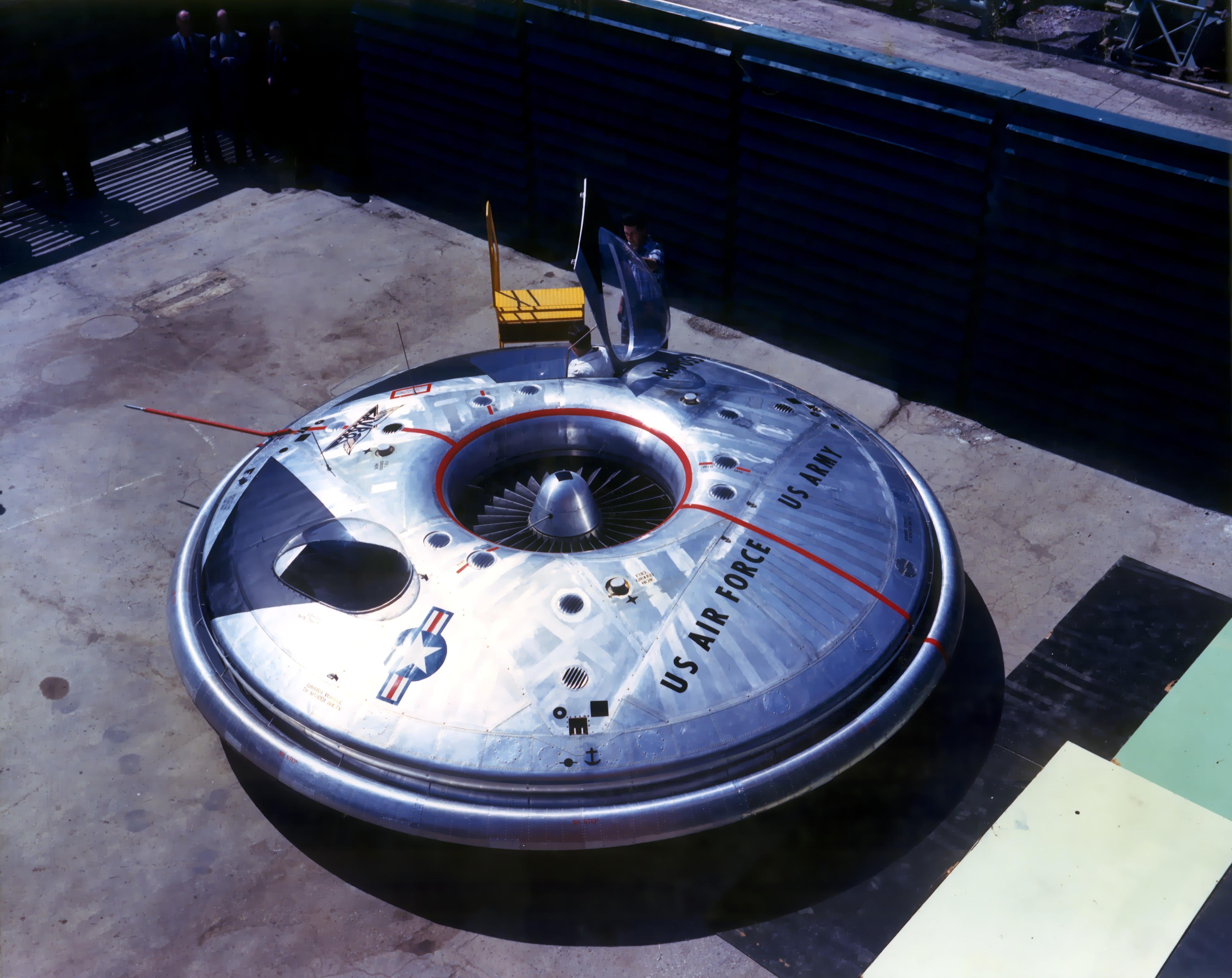
A VZ-9 Avrocar

A Coandă-hatás fontos szerepet játszik a repülőgépek tervezésekor, ugyanis a szárny felett elhaladó levegő a Föld fele irányítható, így további aerodinamikai felhajtóerőt okoz. Egy sugárhajtómű megnöveli a határrétegben a légáramlat sebességét, megnövelve a repülőgép felhajtóerejét is. Coandă munkáját követve John Frost repülőgéptervező, az Avro Canada alkalmazottja is tanulmányozta a jelenséget, és egy légpárnás hajószerű repülőgépeket tervezett. Frost terveiből csak egyet valósítottak meg: a VZ-9 Avrocart.

A Formula–1 világában a McLaren, a Sauber, a Ferrari és a Lotus csapatai is kihasználták a Coandă-hatás előnyeit. Az új tervezésű járművekben a kipufogó gázok egy diffúzoron haladtak keresztül azzal a céllal, hogy a versenyautó hátsó részénél növeljék a leszorító erőt. 2014-ben azonban az FIA új határozatával betiltotta a kipufogócső felszerelését közvetlenül a karosszéria elé.